# Petőfi-dagerrotípia

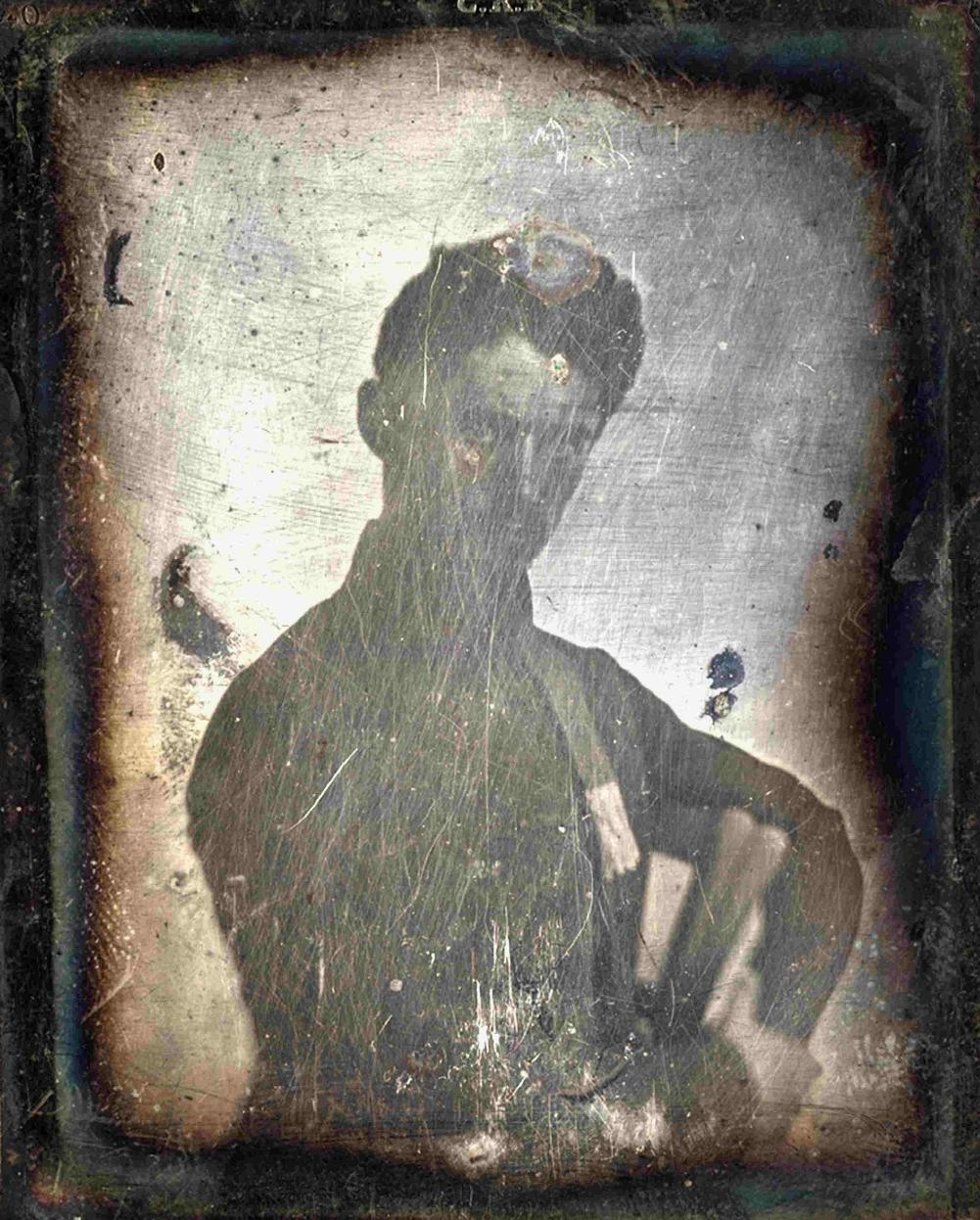
Egressy Gábor (?): Petőfi Sándor (dagerrotípia, 1844 v. 1845)

A Petőfi-dagerrotípia az egyetlen Petőfi Sándor alakjáról fennmaradt dagerrotípia fénykép, készítésekor sokszorosításra még nem alkalmas egyedi, 9,9 × 6,8 cm méretű műtárgy, amelyet feltehetően Petőfi Sándor barátja, Egressy Gábor színész készített 1844–45 körül. A dagerrotípiákat ezüstréteggel bevont rézlemezre készítették. A költő a képen a jobb karjával egy biedermeier székre támaszkodik, ruházata sötét, magasan záródó zsinóros atilla és a nyaka köré tekert sötét, zsinóros szegélyű, hosszú nyakkendő.
A fényérzékeny vegyülettel, ezüst-jodiddal bevont fémlemezen, higanygőz segítségével készült dagerrotípia Petőfi alakjának tükörképét mutatja, ugyanis a dagerrotípia készítője nem használt képfordító prizmát. A felvétel expozíciós ideje az akkori technológiai lehetőségeket figyelembe véve körülbelül 10-60 másodperc lehetett. Egy visszaemlékezés szerint Petőfi nem szerette magát „képmásoltatni”. Azt hangoztatta, hogy „Utálom a bálványt, a valónak hazug mását; aki szeret: megőriz lelki szemeivel." Az eredeti Petőfi-dagerrotípiát Escher Károly restaurálta, 1955-ben. A Petőfi-dagerrotípiát ma a Petőfi Irodalmi Múzeum fotógyűjteményében őrzik.

## Története

### A dagerrotípia készítője
A francia vegyész Louis Daguerre találmányával „fénnyel rajzolt kép” készítőjének személyét illetően nincs egyetértés, Strelisky Lipót fotóművész az egyik, akinek tulajdonítják, de a filológusok legvalószínűbbnek azt tartják, hogy a költő portréját Egressy Gábor színész, amatőr fotográfus készítette.

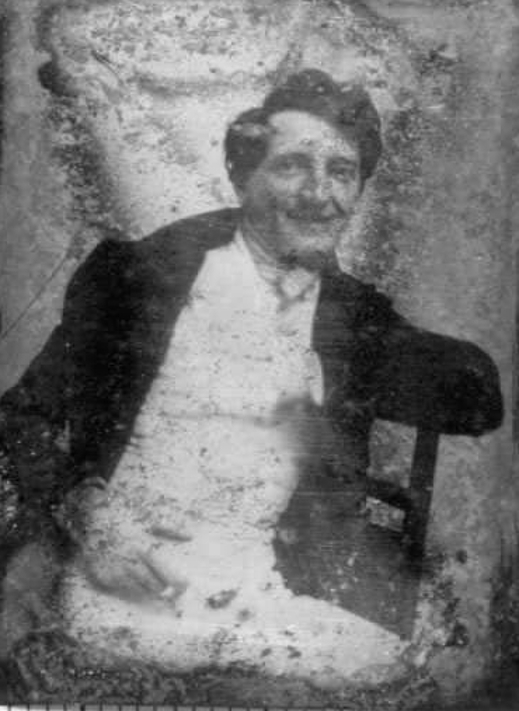
Egressy Gábor amatőr fotográfus mosolygós dagerrotípiája önmagáról

A felvétel Egressy pesti lakásán a Marczibányi-házban készülhetett 1844 vagy 1845 nyarán. Bár Petőfi egyik közeli barátjának Kertbeny Károlynak a visszaemlékezése szerint: „Teljes bizonyossággal nem határozhatjuk meg, de sok külső és még több benső ok amellett tanúskodik, hogy 1846-nál előbb s 1848-nál később nem készülhetett.”
…Atyám, szabad óráiban, „Daguerrotip" képek készítésével foglalkozott, melyeket azidőben hozott hazánkba a franczia feltaláló élelmessége. Arczképei igen tiszták voltak; szebbek, mint a mai fotográfiák; de mulékonyak. Pár év alatt a világosság teljesen elhalványította, megsemmisítette az alakok körvonalait. Atyámnak – magánhasználatra – saját gépezete volt, melylyel lefényképezte családtagjait, ismerőseit, barátait, s a különféle kedélyállapot változataiban önmagát, – nem hiúságból, hanem hogy – szükség esetében – a külömböző pózokat mintául használhassa alakításaihoz. Petőfit is rávette egyetlen egyszer a pózra; de többször nem állt kötélnek. Teljességgel nem szerette magát képmásoltatni. „Utálom a bálványt, a valónak hazug mását; aki szeret: megőriz lelki szemeivel" – hangoztatta sokszor…
A költő a feltételezések szerint elrejthette a képet, mert nagy valószínűséggel nem nyerte el a tetszését: a dagerrotípia realitása megdöbbentő volt, a korabeli képzőművészet idealizált ábrázolásaival szemben. 1854-ben – Petőfi hagyatékának részeként – Petőfi Istvánhoz került, aki 1879-ben úgy nyilatkozott, hogy „a kép annyira el volt mosódva, hogy azon csak egy görbült alaknak mintegy árnya látszott, az arc vonásai a legmerészebb képzelő tehetséggel sem voltak kivehetők.”

### A képlemez felbukkanása
Sokáig kallódott az egyetlen hiteles Petőfi-ábrázolás. A képlemezt a források szerint Szendrey Júlia őrizte a költő halála után, s csak 1868-ban bukkant fel újra. Ebben az évben – Petőfi hagyatékának részeként – Petőfi Istvánhoz került, aki 1879-ben úgy nyilatkozott, hogy „a kép annyira el volt mosódva, hogy azon csak egy görbült alaknak mintegy árnya látszott, az arc vonásai a legmerészebb képzelő tehetséggel sem voltak kivehetők.” Később a fénykép Petőfi Zoltánhoz, majd 1870-ben Beliczay Imre pesti orvos tulajdonába került, aki a képet restauráltatta. Valószínűleg ekkortájt készíthetett Klösz György egy reprodukciót a lemezről, amit 1879-ben a Koszorú című lapban közöltek le Kertbeny Károly Petőfi arcképeiről című írásának illusztrációjaként. Klösz a dagerrotípiát kijavította, és a kijavított változatról fényképeket készített és azt forgalomba hozta. Ezeken a másolatokon látszott, hogy az eredeti kép már nagyon halvány volt, aminek a legnagyobb részét tusrajzzal kellett láthatóvá tennie.
Berecz Károly költő így írt pályatársa és kortársa dagerrotípián fennmaradt és előkerült arcképéről 1874-ben a Magyarország és a Nagyvilág hasábjain: „A jelen arckép reám megdöbbentő hatást tőn, mintha a nyomtalanul eltűnt a maga őseredeti alakjában lépett volna elém jeltelen sírjából, — e bánatosan lehajtott fő szemlélésével, e szemek tekintetével, melyben egész lelke van kifejezve, — nem győztem betelni. Igen, ez ő, az az egyenes, férfias, magasan szárnyaló, az élettel kemény harcot vívott, de meg nem tört, bánatos költői lélek, mely csudaszép termékeivel az egész világot elárasztotta. Órákig el tudnám nézni e képet, mely e mythosi alakot, a maga eredeti minőségében mintegy elém varázsolja; nincs ezen semmi hizelgő vonás, semmi idealizálás, de igaz, mint ő maga volt; az a tüskés haj, ügyetlenül álló ruha, de homlokán s szemeiben azon kifejezés hű visszatükrözésével, mely az élő arcán, költői geniusának harsány hirdetője volt!” 
Az eredeti kép a Beliczay család birtokában maradt. Évtizedekig nem lehetett tudni a képről semmit, elveszettnek hitték. Rózsa György kutatómunkájának köszönhetően 1948-ban Beliczay unokájánál egy ládában találták meg újra a fotográfiát. A nem megfelelően tárolt, elpiszkolódott lemez ekkorra már teljesen besötétedett, s a kép alig látszott rajta.

### A felvétel restaurálása
A lemez a Nemzeti Múzeumba került. Egészen 1953-ig nem is foglalkoztak vele. Ekkor jelentkezett Escher Károly fotóművész, hogy rendbe hozza, restaurálja az ezüst oxidációja miatt megfeketedett dagerrotípiát. Escher a felvételről kálium-cianidos eljárással eltávolította az oxidréteget, majd reprodukciót is készített róla, amelyen a képet retusálta és visszafordította – az eredetileg oldalhelytelen – felvételt. Escher Károly fotóriporter visszaemlékezése szerint „egy Petőfi-daguerreotyp-ről készült halvány, agyonretusált, ennek következtében teljesen hamis fénykép-másolatot mutattak és megkérdezték, tudnám-e regenerálni, restaurálni, valamilyen formán visszaadni az eredeti felvételt. A Petőfi Múzeumban megnéztem az eredetit, amely teljesen tönkrement, majdnem reménytelen állapotban volt. Csak a szem és környéke látszott egészen halványan, sejtelmesen. Az egyetlen hiteles Petőfi-fénykép az elmúlt több mint száz év alatt annyi viszontagságon ment keresztül, hogy nem csoda, ha az ennek alapján készült rajzok, fénykép reprodukciók, képzőművészeti alkotások inkább a fantázia szüleményei voltak. Mégis reméltem, hogy módom lesz visszahoznom Petőfi hiteles arcvonásait. A munkát elvégeztem, sikerült. Az eredeti felvételt kémiai úton, minden retus, minden mesterséges beavatkozás nélkül sikerült visszahoznom.”
Eredményeiről 1955-ben a Művelt Népben számolt be, a cikkhez három fényképet is mellékelt: egyet az eredeti lemezről, egyet a helyrehozatal után és egyet a végső retusált változatról. Sajnos ezeknek az értékes képi információkat hordozó fényképeknek az eredetijei nincsenek meg, vagy lappangnak valahol. Escher mellett az 1970-es években Flesch Bálint fotóművész a Petőfi Irodalmi Múzeum akkori fotósa készített egy reprodukciót a dagerrotípiáról, melyet a legjobban sikerültnek tartanak. Flesch alkotta meg a dagerrotípia másolatát is, melyet az eredeti dagerrotípia-lemezzel együtt ma a Petőfi Irodalmi Múzeum őriz. Az egyedi és kivételes relikviát műtárgyvédelmi szempontból azonban nem állíthatják ki folyamatosan az állandó Petőfi-kiállításon, mert fénytől óvva, kondicionált körülmények között kell tartani. Csak ünnepi alkalmakkor látható.

## Galéria
- Az eredeti 1845-46 körül keletkezett dagerrotípia lemez feljavítás előtti állapota [19] az 1970-es évek végén[20]
- Phase One kamerarendszerrel készített reprodukció[21]

- A Petőfi-dagerrotípiáról Klösz György  fényképész által készített, retusált sokszorosító lemez albuminmásolata vizitkártyán (1879)[22] [23]
- Klösz reprodukcióját a Petőfi Társaság közlönyében, a Koszoru 1879. évi 1. számában közölték le a 4. oldalon, Kertbeny Károly Petőfi arcképeiről című írásának illusztrációjaként[24]
- Escher Károly fotográfus által az eredeti dagerrotípiának kémiai úton regenerált és oldalfordított (vélhetően a valós helyzetbe került) reprodukciója.